# Embalse de Asejire
El embalse de Asejire se encuentra en el río Oshun, en el estado de Oyo, en el sudoeste de Nigeria, a unos 30 kilómetros al este de Ibadán. El embalse se construyó para abastecer de agua potable a la ciudad de Ibadán a finales de la década de 1960 para fines de uso doméstico e industrial. La agricultura está totalmente prohibida en la zona de captación y se han plantado árboles en las orillas, por lo que la erosión y la sedimentación no son problemas. Gracias a un abundante suministro de agua, el embalse permanece lleno durante todo el año. El embalse suministra agua a las plantas de tratamiento de agua de Asejire y Osegere, en Ibadán. El proyecto de abastecimiento de agua se completó en 1972 y tiene una capacidad de unos 80 millones de litros por día, de los cuales el 80% se utiliza para fines domésticos.

## Rehabilitación
En 2023, el gobierno del estado de Oyo se asociará con una empresa internacional para rehabilitar la presa.  Un estudio muestra el potencial hidroeléctrico de la presa.